# Le lattivendole
Le lattivendole è un film muto italiano del 1914 diretto e interpretato da Ernesto Vaser.